# Command & Conquer: Generals
Command & Conquer: Generals је видео игара типа стратегије у реалном времену и седми наставак Command & Conquer серијала. Појавила се за Windows и Mac OS оперативне системе током 2003. и 2004. Док је верзију игре за Windows развио EA Pacific и објавио Електроник артс, Mac OS верзију је развила компанија Aspyr Media, а објавила Мек софт Mac OS. У игри, играч може да бира између три фракције: Сједињених Држава, Кине и Глобалне ослободилачке армије (ГЛА).
Игра користи сејџ (енгл. SAGE, Strategy Action Game Engine, енџин за акцијску стратегију), побошљану верзију 3D енџина игре Command & Conquer: Renegade. Комплет експанзије за игру, Command & Conquer: Generals - Zero Hour накнадно се појавио за лични рачунар 2003, и за Mac OS 2005. Обе игре, Generals и Zero Hour су дочекане су веома позитивним критикама. Наставак, Command & Conquer: Generals 2, био је у развоју, док му није промењена сврха у фри-ту-плеј игру знану једноставно као . Нова игра ће бити базирана око Generals франшизе и очекује се да ће изаћи у 2013-ој.

## Гејмплеј
Игра је стратегија у реалном времену. Играч бира између једне од три стране. Циљ је победа других армија (кроз задатке, мечеве или друго).
У игри постоје три стране: Сједињене Државе, Кина и Глобална ослободилачка армија.
Глобална ослободилачка армија (енгл. Global Liberation Army, GLA) је економски слаба, користи герилске тактике, као што су заседа, бомбаши самоубице, крађа кола и слично. Међутим ГЛА има велику предност у односу на војску САД и Кине, уопште јој није потребна електирчна енергија. ГЛА такође има отровна оружја која веома брзо убијају и уништавају пешадију непријатеља.
ГЛА има и мане. На пример, нема уопште ваздушну силу (не користи авионе). У домету оружја и јачини пуцања, ГЛА је најслабија али се зато користи бројношћу и инспирисањем војника. Основни војник ГЛА има више духа и инспирације него тренинга док је код војника из САД обрнуто.
Војска Кине има јаку војну силу и по бројности и по јачини и утренираности. Служи се пропагандом да подржи своју Армију. Има ограничену војну силу (Миг је једини авион Армије Кине). Упркос великој јачини јединица и њихових оружја има једну већу ману. Војници Армије Кине су спори. Ову ману често користи ГЛА која поседује брзину и Армија САД која поседује велику ваздужну силу.
Армија Кине је такође технолошки развијена и користи хакере да украде новац од непријатеља. Армија Кине користи јака и разноврсна оклопна возила.
Војска САД је технолошки најнапреднија. Има јаку ваздушну силу, добро утрениране снајперисте и користи ласере и друго. Али има и велику ману, најспорија је у прикупљању ресурса односно новца који је у игри потребан за изградњу зграда, фабрика, јединица, војника, оклопних возила и итд.
Армија САД би требало да користи војску у већим бројевима јер ГЛА може лако уништити мању америчку армију. Армија САД има још једну ману која комбинована са чињеницом да врло споро прикупља ресурсе, даје једну велику ману овој армији: скоро сви војници, оклопна возила, оружја и друго, веома су скупи.

## Синопсис

### Кампања Глобалне ослободилачке армије
Кампања ГЛА почиње у Казахстану против Кинеске армије. Кинези су преценили своје снаге и смањили одбрану на важним привредним тачкама што су ГЛА трупе искористиле и уништиле прву базу акцијом бомбаша самоубице. Касније су основали базу на једном брду недалеко од уништене кинеске базе, и одатле спремили напад на следећу базу која се налази поред реке. Након успеха и у овом сукобу слабо брањена хидроелектрана је уништена и поплављене су кинеске базе и села.
Следеће акције ГЛА су прикупљање новца за финансирање терориста и терористичких ћелија широм света. Након што УН шаље помоћ сељацима у Казахстану, ГЛА трупе из заседе нападају и пљачкају, а касније руше и авионе, нападају друге конвоје УН док на крају не прикупе 40.000 америчких долара. У Астани, граду који контролише Кинеска армија, избила је побуна и касније је највећим делом разрушен што је омогућило још помоћи и новца за ГЛА.
Након ојачавања финансијски, Глобална ослободилачка армија креће у противнапад и прво у Турској напада и уништава надмоћну америчку ваздухопловну базу.

## Критике
Након изласка, Generals је углавном примао позитивне критике. Базирано на 34 критике, Метакритик је игри доделио оцену 84/100 у коју је укључена оцена 9.3/10 од IGN-а. Generals је такође примио Е3 Game Critics Awards 2002. награду за најбољу стратегијску игру. У једној критици је забележено да је Generals био прва икада "C&C" стратегија у реалном времену која се није служила претходно забележеним видео фајловима да исприча причу и да се одвојила од јединственог интерфејса и начина грађења базе који су красили све претходне C&C наслове стратегија у реалном времену.

### Забрана у Кини
серијали су забрањени у копненој Кини. Током кинеске кампање, играч се повремено служи несмотреним тактикама као што је нивелирање Конгресног и егзибиционог центра у Хонгконгу након што он постаје ГЛА база, и уништавање бране Три клисуре да би се потопиле ГЛА снаге. Кинеске снаге такође несметано користе нуклеарно оружје у игри. Даље, у представљању игре, трг Тјенамен и његове околне области у Пекингу разрушене су нуклеарним оружјем.

### Забрана у Немачкој
Првобитно, игра је објављена у Немачкој под насловом Command & Conquer: Generals. Ипак, због тога што је уследио Рат у Ираку, Федерални одскек за медије штетне по младе особе ставио је игру на Листу медија штетну по младе особе, два месеца након што је игра првобитно објављена, која, по закону, забрањује, даље јавно оглашавање и сваку продају особама млађим од 18 година. BPjM је изјавио да би игра омогућила малолетним особама да играју рат у Ираку пре него што је прави рат и почео. Такође, играч би могао да убија цивиле. Вођен на овим двема тачкама, BPjM је уврстио игру на Списак, јер су веровали да глорификује рат.
Тако да су продаја малолетницима и рекламирање оригиналне верзије забрањени потпуно у Федералној Републици Немачкој.

#### Објављивање као посебно немачко издање
Због забране, ЕА је објавио средином 2003. регуларну немачку верзију с локалним насловом посебно намењеним за немачко тржиште под именом „Command & Conquer: Generäle“, која није обухватала стварне светске фракције нити било какву везу са тероризмом На пример, јединица „терористе“, бомбаша самоубице је трансформисана у бацача бомби и све друге јединице су промењене у „киборге“, у циљу изгледа, а одговори јединица су промењени слично као у ранијим издањима Command & Conquer франшизе.

## Наставак
У септебру 2003, комплет експанзије под именом Generals - Zero Hour је објављен, као наставак приче Generals-а. У децембру 2011, наставак,Command & Conquer: Generals 2, је најављен за објављивање у 2013-ој. 15. августа 2012, објављено је да ће Generals 2 променити сврху у фри-ту-плеј игру познату једноставно као Command & Conquer. Нова игра ће почети са Generals франшизом, а може бити и проширена и у друге франшизе у накнадним издањима.